# MF Ghost
MF Ghost (MFゴースト?, MF Gōsuto) è un manga scritto e disegnato da Shuichi Shigeno. È stato serializzato sulla rivista Weekly Young Magazine edita da Kōdansha dal 4 settembre 2017 al 17 febbraio 2025 . I capitoli sono stati raccolti in 23 volumi tankōbon pubblicati dal 5 gennaio 2018 al 6 giugno 2025. Un adattamento anime prodotto dallo studio Felix Film è stato trasmesso dal 1º ottobre al 17 dicembre 2023. Una seconda stagione è stata trasmessa dal 6 ottobre al 22 dicembre 2024. Una terza stagione è prevista per il 2026.
A gennaio 2023, il manga aveva in circolazione oltre 4 milioni di copie.

## Trama
La serie è ambientata negli anni 2020, dove le auto elettriche a guida autonoma hanno sostituito quelle a combustione interna. Nonostante ciò, in Giappone esiste una grande organizzazione chiamata MFG, fondata da Ryosuke Takahashi (personaggio originario della serie Initial D), che svolge corse su strada con auto a combustione interna. Un giorno, un giovane giapponese-britannico di 19 anni di nome Kanata Rivington (カナタ・リヴィントン?, Kanata Rivūinton), sotto lo pseudonimo di Kanata Katagiri (片桐 夏向?, Katagiri Kanata), si presenta alla guida di una Toyota 86 e batte diverse auto europee di alto livello, come Lamborghini Huracán Performante, la Ferrari 488 GTB, la Lotus Exige, l'Alfa Romeo 4C, la Lexus LC500 e la Porsche 911 Carrera (991). Si scoprirà così che Kanata è stato allenato dal leggendario pilota specialista in discesa e di rally Takumi Fujiwara (protagonista di Initial D) presso la scuola guida Royal Donington con sede nel Regno Unito ed è un campione del mondo di Formula 4. Nel bel mezzo di tutto ciò, Kanata ha come obiettivo di ritrovare il padre perduto da tempo.

## Media

### Manga
Il manga, scritto e disegnato da Shuichi Shigeno, è stato serializzato dal 4 settembre 2017 al 17 febbraio 2025 sulla rivista Weekly Young Magazine edita da Kōdansha. I capitoli sono stati raccolti in 23 volumi tankōbon dal 5 gennaio 2018 al 6 giugno 2025. La serie è collegata alla precedente opera di Shigeno, Initial D. Nell'ottobre 2018, Shigeno ha annunciato che il manga è completo al 25%. Nel novembre 2022 è stato annunciato che la serie sarebbe entrata in una pausa indefinita a causa delle condizioni di salute dell'autore; la serie ha ripreso la serializzazione il 20 febbraio 2023.
In Nord America, il manga viene pubblicato da Kodansha USA e Comixology in formato digitale a partire dall'11 gennaio 2022.
| Nº | Data di prima pubblicazione | Data di prima pubblicazione                                                 | Data di prima pubblicazione |
| Nº | Giapponese                  | Giapponese                                                                  |                             |
| -- | --------------------------- | --------------------------------------------------------------------------- | --------------------------- |
| 1  | 5 gennaio 2018              | ISBN 978-4-06-510707-2                                                      |                             |
| 2  | 7 maggio 2018               | ISBN 978-4-06-511451-3                                                      |                             |
| 3  | 6 settembre 2018            | ISBN 978-4-06-512819-0 (ed. regolare) ISBN 978-4-06-513567-9 (ed. limitata) |                             |
| 4  | 4 gennaio 2019              | ISBN 978-4-06-514160-1 (ed. regolare) ISBN 978-4-06-514770-2 (ed. limitata) |                             |
| 5  | 7 maggio 2019               | ISBN 978-4-06-515459-5 (ed. regolare) ISBN 978-4-06-515460-1 (ed. limitata) |                             |
| 6  | 6 settembre 2019            | ISBN 978-4-06-516937-7 (ed. regolare) ISBN 978-4-06-516990-2 (ed. limitata) |                             |
| 7  | 6 gennaio 2020              | ISBN 978-4-06-518212-3                                                      |                             |
| 8  | 7 maggio 2020               | ISBN 978-4-06-519539-0 (ed. regolare) ISBN 978-4-06-519540-6 (ed. limitata) |                             |
| 9  | 4 settembre 2020            | ISBN 978-4-06-520686-7                                                      |                             |
| 10 | 6 gennaio 2021              | ISBN 978-4-06-522013-9                                                      |                             |
| 11 | 6 maggio 2021               | ISBN 978-4-06-523334-4                                                      |                             |
| 12 | 6 settembre 2021            | ISBN 978-4-06-524746-4                                                      |                             |
| 13 | 6 gennaio 2022              | ISBN 978-4-06-526477-5                                                      |                             |
| 14 | 6 maggio 2022               | ISBN 978-4-06-527778-2                                                      |                             |
| 15 | 6 settembre 2022            | ISBN 978-4-06-529070-5                                                      |                             |
| 16 | 6 febbraio 2023             | ISBN 978-4-06-530383-2                                                      |                             |
| 17 | 6 giugno 2023               | ISBN 978-4-06-532029-7                                                      |                             |
| 18 | 5 ottobre 2023              | ISBN 978-4-06-533370-9                                                      |                             |
| 19 | 6 febbraio 2024             | ISBN 978-4-06-534599-3                                                      |                             |
| 20 | 6 giugno 2024               | ISBN 978-4-06-535826-9                                                      |                             |
| 21 | 4 ottobre 2024              | ISBN 978-4-06-537260-9                                                      |                             |
| 22 | 6 febbraio 2025             | ISBN 978-4-06-538461-9                                                      |                             |
| 23 | 6 giugno 2025               | ISBN 978-4-06-540180-4                                                      |                             |

### Anime

Logo della serie

Un adattamento anime è stato annunciato il 4 gennaio 2022. La serie animata viene prodotta dallo studio Felix Film e diretta Tomohito Naka, con Kenichi Yamashita che supervisiona le sceneggiature co-scritte da Akihiko Inari, Naoyuki Onda che cura il character design e Akio Dobashi che compone la colonna sonora. L'anime è stato trasmesso dal 1º ottobre al 17 dicembre 2023 su Tokyo MX e altre reti. La sigla d'apertura è Jungle Fire cantata da Yu Serizawa feat. Motsu mentre quella di chiusura è Stereo Sunset di Himika Akaneya. Medialink ha concesso in licenza la serie nel sud e nel sud-est asiatico mentre Crunchyroll nel resto del mondo.
Una seconda stagione è stata annunciata dopo la conclusione della prima, ed è stata trasmessa dal 6 ottobre al 22 dicembre 2024. La sigla d'apertura è Rock Me Kiss Me feat. Motsu di Yū Serizawa mentre quella di chiusura è Side U (Prod. AmPm) di Himika Akaneya.
Una terza stagione è stata annunciata dopo l'episodio finale della seconda. È prevista per il 2026.

#### Episodi

##### Prima stagione
| Nº serie | Nº | Titolo italiano Giapponese 「Kanji」 - Rōmaji                                                     | In onda          | In onda |
| Nº serie | Nº | Titolo italiano Giapponese 「Kanji」 - Rōmaji                                                     | Giapponese       |         |
| Turn01   | 1  | Lo sfidante dall'Inghilterra 「英国からの挑戦者」 - Igirisu kara no Charenjā                      | 1º ottobre 2023  |         |
| Turn02   | 2  | La sconvolgente nuova generazione dell'MFG 「衝撃のMFG新世代」 - Shōgeki no MFG shin sedai        | 8 ottobre 2023   |         |
| Turn03   | 3  | Kamaboko Straight 「カマボコストレート」 - Kamaboko Sutorēto                                      | 15 ottobre 2023  |         |
| Turn04   | 4  | Gestione delle gomme 「タイヤマネジメント」 - Taiya Manejimento                                   | 22 ottobre 2023  |         |
| Turn05   | 5  | Gioco di squadra 「連携プレー」 - Renkei Purē                                                     | 29 ottobre 2023  |         |
| Turn06   | 6  | Il pilota di rally dal tragico destino 「悲運のラリースト」 - Hiun no Rarīsuto                    | 5 novembre 2023  |         |
| Turn07   | 7  | L'uomo sulla macchina numero 4 「4号車の男」 - 4 gōsha no otoko                                   | 12 novembre 2023 |         |
| Turn08   | 8  | Voice Count 「音声カウント」 - Boisu Kaunto                                                       | 19 novembre 2023 |         |
| Turn09   | 9  | Lotta scatenata a 300 km all'ora 「時速300キロのドッグファイト」 - Jisoku 300-kiro no Doggu Faito | 26 novembre 2023 |         |
| Turn10   | 10 | Aggiornamenti 「アップデート」 - Appudēto                                                         | 3 dicembre 2023  |         |
| Turn11   | 11 | Il risveglio del genio 「天才覚醒」 - Tensai kakusei                                              | 10 dicembre 2023 |         |
| Turn12   | 12 | Una sensazione ereditata 「うけつがれた感覚」 - Uketsuga reta kankaku                             | 17 dicembre 2023 |         |

##### Seconda stagione
| Nº serie | Nº | Titolo italiano Giapponese 「Kanji」 - Rōmaji                                               | In onda          | In onda |
| Nº serie | Nº | Titolo italiano Giapponese 「Kanji」 - Rōmaji                                               | Giapponese       |         |
| Turn13   | 1  | La discesa del bianco dio della morte 「舞いおちる白い死神」 - Mai ochiru shiroi shinigami  | 6 ottobre 2024   |         |
| Turn14   | 2  | L'attacco della 4x4 「4WDの攻勢」 - 4WD no kōsei                                            | 13 ottobre 2024  |         |
| Turn15   | 3  | Luci e ombre dell'Ekiden Straight 「駅伝ストレートの明と暗」 - Ekiden Sutorēto no meitoan   | 20 ottobre 2024  |         |
| Turn16   | 4  | Koki Sawatari, il genio diabolico 「鬼神！！ 沢渡 光輝」 - Kishin!! Sawatari Kōki           | 27 ottobre 2024  |         |
| Turn17   | 5  | Una crudele realtà 「残酷な現実」 - Zankokuna genjitsu                                      | 3 novembre 2024  |         |
| Turn18   | 6  | Il diavolo dell'Ashinoko Skyline 「芦ノ湖スカイラインの悪魔」 - Ashinoko Sukairain no akuma | 10 novembre 2024 |         |
| Turn19   | 7  | Lonesome Cowboy 「ロンサムカウボーイ」 - Ronsamu Kaubōi                                     | 17 novembre 2024 |         |
| Turn20   | 8  | Esito finale 「決着」 - Ketchaku                                                            | 24 novembre 2024 |         |
| Turn21   | 9  | Rival 「好敵手」 - Raibaru                                                                  | 1º dicembre 2024 |         |
| Turn22   | 10 | The Penisula, si alza il sipario 「ザ・ペニンシュラ開幕」 - Za Peninshura kaimaku           | 8 dicembre 2024  |         |
| Turn23   | 11 | Il prezzo del coraggio 「勇気の代償」 - Yūki no daishō                                      | 15 dicembre 2024 |         |
| Turn24   | 12 | Una decisione sofferta 「苦渋の選択」 - Kujū no sentaku                                     | 22 dicembre 2024 |         |

## Accoglienza
A gennaio 2019, il manga aveva oltre 1 milione di copie in circolazione. A gennaio 2022, aveva oltre 3,2 milioni di copie in circolazione e oltre 4 milioni a gennaio 2023.